# Zone à faibles émissions du Grand Paris
La Zone à faibles émissions du Grand Paris ou ZFE du Grand Paris, mise en place par la Métropole du Grand Paris en 2018, concerne le territoire compris à l'intérieur de l'autoroute A86. Au 1er juillet 2019 l'interdiction de circulation est pour tous les véhicules Crit’Air 5  et les véhicules non classés. Puis au 1er juin 2021, il s'agit des véhicules Crit'Air 4 et enfin au 1er janvier 2025 l'interdiction concernera les véhicules Crit’Air 3. Des plages horaires s'appliquent selon la nature des véhicules et des « pass ZFE 24 heures », 12 jours par an, sont possibles. 

## Historique

Les six vignettes existantes en France, de gauche à droite : Catégories 5, 4, 3, 2, 1 et véhicules électrique/hydrogène.

La ZFE du Grand Paris se situe à l'intérieur de l'A86.

Une zone à faibles émissions (ZFE) a pour objectif de restreindre progressivement la circulation des véhicules les plus polluants selon leur vignette Crit’Air (ou certificat qualité de l'air).
Le Conseil de la Métropole du Grand Paris décide en novembre 2018 de la mise en place d’une ZFE métropolitaine. Elle se situe l'intérieur de la rocade A86, mais cette autoroute ne fait pas partie de la ZFE .
Cette ZFE est appliquable à partir du 1er juillet 2019, la circulation des véhicules Crit’Air 5 ou non classés y est restreinte à certaines plages horaires. Les plages retenues s’appliquent du lundi au vendredi de 8 à 20 heures – sauf pour  les jours fériés. Pour les bus et les poids lourds, les restrictions s’appliquent 7 jours sur 7, entre 8 et 20 heures.
Le 1er juin 2021, la restriction de circulation concerne les véhicules Crit'Air 4.
L'interdiction permanente des véhicules classés Crit'Air 3 - à savoir les diesels d'avant 2011 et les voitures à essence d'avant 2006 - est repoussée à plusieurs reprises.  Ainsi, après un premier report décidé début 2022, l'interdiction de circuler pour les  véhicules classés Crit'Air 3 dans ZFE du Grand Paris est retardée d'un an pour s'appliquer le 1er juillet 2023.
Finalement l'interdiction des véhicules classés Crit'Air 3 doit s'appliquer au 1er janvier 2025. Toutefois, 12 jours par an, il sera possible aux véhicules quel que soit leur classement Crit'Air de  bénéficier d'un « pass ZFE 24 heures » pour y circuler. Selon une étude de l'Atelier parisien d'urbanisme (APUR), publiée en octobre 2024, près d'un quart des voitures particulières immatriculées dans la ZFE du Grand Paris affichent une vignette Crit'Air 3 ou plus.

## À voir